# Andrena longifovea
Andrena longifovea är en biart som beskrevs av Laberge 1977. Andrena longifovea ingår i släktet sandbin, och familjen grävbin. Inga underarter finns listade i Catalogue of Life.